# Аміду
Амі́ду (англ. Amidu) — традиційна громада у складі дистрикту Балака Південного регіону Малаві.
Населення — 46314 осіб (2018).